# Проклятые поэты
Про́клятые поэ́ты (фр. Les Poètes maudits) — название цикла статей Поля Верлена, посвящённых его отверженным и непризнанным собратьям по перу, которые и сами не желали вписываться в окружающий мир буржуазного успеха и скучной добропорядочности, — Тристану Корбьеру, Артюру Рембо и Стефану Малларме.

## История понятия
Статьи были опубликованы в 1883 году, в 1884 году вышли отдельной книгой, а при её переиздании в 1888 году к ним прибавились очерки о Марселине Деборд-Вальмор, Вилье де Лиль-Адане и самом Верлене (он фигурировал под анаграммой «бедный Лелиан» — Pauvre Lelian).
Название цикла и книги быстро стало нарицательным, и список про́клятых поэтов ретроспективно пополнился именами Вийона и Нерваля, Китса и Эдгара По, Бодлера и Лотреамона, Альфреда Жарри и Антонена Арто, Дино Кампаны и Эмиля Неллигана, Станисласа Роданского и Леопольдо Марии Панеро, Сильвии Плат и Алехандры Писарник.
В 1972 французский поэт и издатель Пьер Сегерс опубликовал антологию Современные проклятые поэты (1946—1970) (переизд. 1977, 1978). В неё вошли, среди других, произведения Арто, Жан-Пьера Дюпре, Армана Робена, Иларие Воронки.

## Проклятые поэты в России
Известен цикл переводов «Парнасцы и про́клятые», помещённый в приложении к сборнику стихов Иннокентия Анненского «Тихие песни» (опубликован под псевдонимом «Ник. T—о» в 1904 году).

## Публикации на русском языке
- Проклятые поэты / сост., ст., комм. М. Д. Яснова. — СПб: Наука, 2005. — 495 с. ISBN 5-02-026240-4 (Т. Корбьер, Ш. Кро, Ж. Нуво, Ж. Лафорг)
- Проклятые поэты / сост., ст., пер. с фр., комм. М. Д. Яснова. — СПб: Азбука-классика, 2007. — 304 с. (Билингва). ISBN 978-5-91181-514-1 (П. Верлен, Ш. Кро, Т. Корбьер, М. Роллина, Ж. Ришпен, Ж. Нуво, А. Рембо)
- Проклятые поэты/ Сост., пред. Евгения Витковского. — М.: Эксмо, 2013. — 416 с.